# 竹下內閣
竹下内閣（日语：／ Takeshita Naikaku */?）是日本眾議院議員、自由民主黨總裁竹下登就任第74任內閣總理大臣（首相）後，自1987年11月6日至1988年12月29日組成的內閣。

## 國務大臣
| 職務                 | 姓名 | 姓名       | 所属                           | 備註                       |
| -------------------- | ---- | ---------- | ------------------------------ | -------------------------- |
| 內閣總理大臣         |      | 竹下登     | 眾議院 自由民主黨 （竹下派）   |                            |
| 副總理               |      | 宮澤喜一   | 眾議院 自由民主黨 （宮澤派）   |                            |
| 法務大臣             |      | 林田悠紀夫 | 參議院 自由民主黨 （宮澤派）   |                            |
| 外務大臣             |      | 宇野宗佑   | 眾議院 自由民主黨 （中曾根派） |                            |
| 大藏大臣             |      | 宮澤喜一   | 眾議院 自由民主黨 （宮澤派）   |                            |
| 大藏大臣             |      | 竹下登     | 眾議院 自由民主黨 （竹下派）   |                            |
| 大藏大臣             |      | 村山達雄   | 眾議院 自由民主黨 （宮澤派）   |                            |
| 文部大臣             |      | 中島源太郎 | 眾議院 自由民主黨 （安倍派）   | 國立國會圖書館聯絡調整委員 |
| 厚生大臣             |      | 藤本孝雄   | 眾議院 自由民主黨 （河本派）   | 年金問題擔當               |
| 農林水產大臣         |      | 佐藤隆     | 眾議院 自由民主黨 （安倍派）   |                            |
| 通商產業大臣         |      | 田村元     | 眾議院 自由民主黨 （竹下派）   |                            |
| 運輸大臣             |      | 石原慎太郎 | 眾議院 自由民主黨 （安倍派）   | 新東京國際機場問題擔當     |
| 郵政大臣             |      | 中山正暉   | 眾議院 自由民主黨 （中曾根派） |                            |
| 勞動大臣             |      | 中村太郎   | 參議院 自由民主黨 （竹下派）   |                            |
| 建設大臣             |      | 越智伊平   | 眾議院 自由民主黨 （中曾根派） |                            |
| 自治大臣             |      | 梶山靜六   | 眾議院 自由民主黨 （竹下派）   |                            |
| 國家公安委員會委員長 |      | 梶山靜六   | 眾議院 自由民主黨 （竹下派）   |                            |
| 內閣官房長官         |      | 小淵惠三   | 眾議院 自由民主黨 （竹下派）   |                            |
| 總務廳長官           |      | 高鳥修     | 眾議院 自由民主黨 （竹下派）   |                            |
| 北海道開發廳長官     |      | 粕谷茂     | 眾議院 自由民主黨 （宮澤派）   |                            |
| 沖繩開發廳長官       |      | 粕谷茂     | 眾議院 自由民主黨 （宮澤派）   |                            |
| 防衛廳長官           |      | 瓦力       | 眾議院 自由民主黨 （宮澤派）   |                            |
| 防衛廳長官           |      | 田澤吉郎   | 眾議院 自由民主黨 （宮澤派）   |                            |
| 經濟企劃廳長官       |      | 中尾榮一   | 眾議院 自由民主黨 （中曾根派） |                            |
| 科學技術廳長官       |      | 伊藤宗一郎 | 眾議院 自由民主黨 （河本派）   |                            |
| 環境廳長官           |      | 堀內俊夫   | 眾議院 自由民主黨 （安倍派）   |                            |
| 國土廳長官           |      | 奥野誠亮   | 眾議院 自由民主黨 （無派閥）   |                            |
| 國土廳長官           |      | 內海英男   | 眾議院 自由民主黨 （竹下派）   |                            |

## 外部連結
- 閣僚名單 （页面存档备份，存于）